# پتریکوف (ناحیه پراگ-شرق)
پتریکوف (به چکی: Petříkov) یک منطقهٔ مسکونی در جمهوری چک است که در ناحیه پراگ-شرق واقع شده‌است. پتریکوف ۴٫۷ کیلومتر مربع مساحت و ۴۵۱ نفر جمعیت دارد.